# Фелькерсвайлер
Фелькерсвайлер (нім. Völkersweiler) — громада в Німеччині, розташована в землі Рейнланд-Пфальц. Входить до складу району Південний Вайнштрассе. Складова частина об'єднання громад Аннвайлер-ам-Тріфельс.
Площа — 4,10 км2. Населення становить 545 ос. (станом на 31 грудня 2020).